# Friedrich Sigmund Merkel
Friedrich Sigmund Merkel (5 de abril de 1845 - 28 de mayo de 1919) fue un prominente anatomista e histopatólogo alemán de finales del siglo XIX. En 1875 proporcionó la primera descripción completa de las Tastzellen (células del tacto) que tienen lugar en la piel de todos los vertebrados. Posteriormente recibirían el epónimo de células de Merkel en 1878 por parte de Robert Bonnet.
Merkel era natural de Núremberg. En 1869 obtuvo el doctorado médico de la Universidad de Erlangen, recibiendo la habilitación para el campo de la anatomía al año siguiente. Fue profesor de las Universidades de Rostock (desde 1872), Königsberg (desde 1883) y Gotinga (desde 1885).